# Фера (Асколи Пичено)
Фера (итал. Ferrà) насеље је у Италији у округу Асколи Пичено, региону Марке.
Према процени из 2011. у насељу је живело 17 становника. Насеље се налази на надморској висини од 862 м.